# Рачунская ГЭС
Рачунская ГЭС — малая гидроэлектростанция в Белоруссии, в Сморгонском районе Гродненской области, на реке Ошмянка, на водосбросе Рачунского водохранилища

## Общие сведения
Мощность 300 кВт. Восстановлена в 2004 году. Работы выполняли РУП «Гродноэнерго» и ООО «Малая энергетика».

## История
Рачунская гидроэлектростанция введена в эксплуатацию в 1959 году, функционировала до 1977 года, после чего была заброшена. В 1999—2001 годах была произведена реконструкция ГЭС — демонтированы турбины и направляющие аппараты, полностью разобрано оборудование, заменены изношенные детали, установлены новые генераторы. Работы выполняла НПО «Малая энергетика» и «Гродноэнерго». После монтажа и наладки отремонтированного оборудования, 5 февраля 2001 года, Рачунская ГЭС мощностью 200 кВт была введена в эксплуатацию. В 2004 году дополнительно установлена турбина типа ГЭУ-100, мощностью 100 кВт, производства ООО «Промышленный союз — Энергия». Годовая выработка электроэнергии — 1,5 млн кВт·часов.